# Tatjana Szykolenko
Tatjana Iwanowna Szykolenko (ros. Татьяна Ивановна Шиколенко; ur. 10 maja 1968 w Gelendżyku) – rosyjska lekkoatletka specjalizująca się w rzucie oszczepem.
Dwukrotna wicemistrzyni świata (1999 i 2003). W 1998 w Budapeszcie zdobyła srebrny medal mistrzostw Europy. Mistrzyni uniwersjady z 1991. Olimpijka z Sydney. Rekord życiowy: 67,20 (18 sierpnia 2000, Monako).
Początkowo startowała w barwach ZSRR, później Białorusi (podobnie jak jej starsza siostra Natalja, również oszczepniczka). W 1996 zmieniła obywatelstwo na rosyjskie ponieważ urodziła się na terenie Rosji.
Zwyciężczyni Superligi Pucharu Europy (2002). Druga zawodniczka Pucharu świata w lekkoatletyce (Madryt 2002). Zwyciężczyni Światowego Finału IAAF (Monako 2003).